# Giovannino de Dolci
Giovannino de' Dólci (Florença, 1435 — Roma, 1486) foi um arquiteto e escultor italiano, que realizou muitas obras por todo o Lácio, particularmente em Roma, onde participou ativamente das reformas urbanísticas empreendidas por Sisto IV, e sobretudo, notabilizou-se por ter supervisionado a construção da Capela Sistina (1473- 1484), um projeto de Baccio Pontelli, e o esplêndido entreforro dourado da San Marco Evangelista al Campidoglio (1466- 1468) em Roma.
Desde 1460 seu nome aparece com frequência como um fornecedor não apenas para trabalhos de marcenaria e como um empreendedor para alvenaria, mas também como gerente em várias empresas de construção ligadas ao corte papal como o palácio de San Marco, a arquibancada eo pórtico da basílica dos Santos Apóstolos e outros.
Seu papel nesses locais de construção permanece bastante confuso, embora os acadêmicos geralmente o atribuam ao diretor de obras sobre projetos de outros, e em particular a Baccio Pontelli, sem excluir que ele tivesse, sob certas circunstâncias, sua própria autonomia de design.
Em particular, os documentos provam que Dolci participou da construção da Capela Sistina como superintendente da fábrica do Palácio Apostólico. Alguns estudiosos também o identificam como arquiteto designer, enquanto outros assumem que ele fez um projeto de Baccio Pontelli, cuidando dos aspectos técnicos. Como prova da colaboração entre os dois foi dado a identificação dos dois arquitetos na obra "A entrega das Chaves" de Perugino: um dos dois espectadores seguram a bússola (Pontelli) e o outro a equipe (Dolci).